# كابيتول هيل (واشنطن العاصمة)

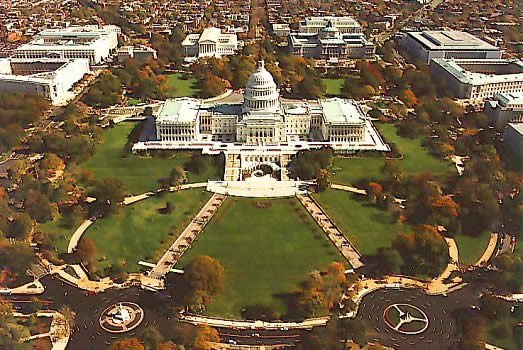
منظر لكابيتول هيل ويظهر مبنى الكابينول

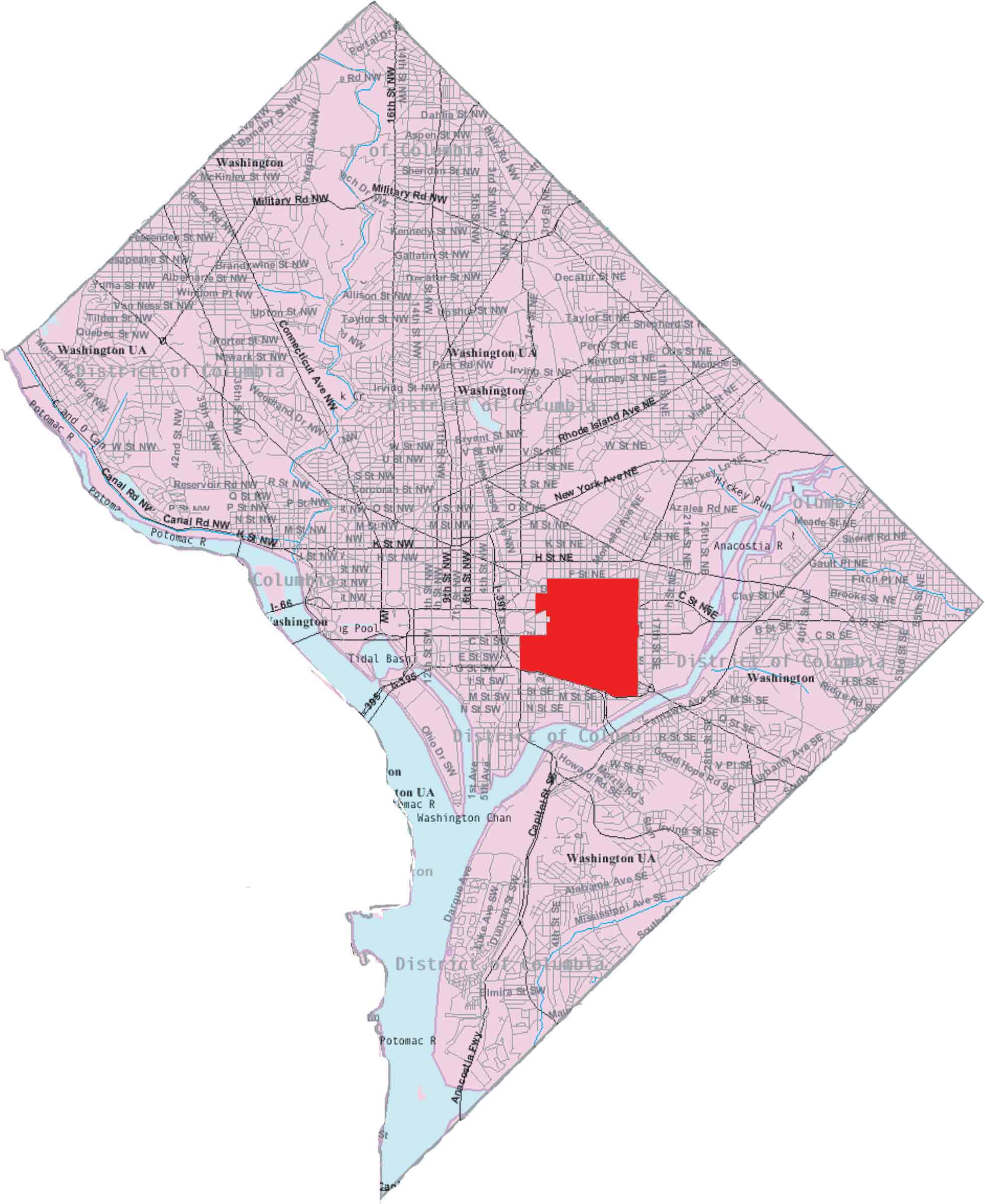
موقع كابيتول هيل

كابيتول هيل، إلى جانب كونه كناية عن كونغرس الولايات المتحدة، هو أكبر حي سكني تاريخي في واشنطن العاصمة، يمتد تجاه الشرق أمام مبنى كابيتول الولايات المتحدة على طول طرق واسعة، وهو واحد من أقدم التجمعات السكنية في واشنطن العاصمة، ويبلغ عدد سكانه تقريباً 35000 نسمة يعيشون في أقل من 2 ميل مربع، وهو بذلك من أكثر المناطق اكتظاظا بالسكان.
يقع حي كابيتول هيل على منطقة مرتفعة في وسط مقاطعة كولومبيا ويمتد تجاه الشرق، واختار بيير لانفانت عندما بدأ في تطوير خطته للمدينة الفدرالية الجديدة عام 1791، موقع مبنى الكونغرس على قمة التل ومواجه للمدينة، واصفاً الموقع على أنه قاعد تنتظر نصب تمثال فيها.
ويحتل حي كابيتول هيل اليوم قسمين من المدينة، الجنوب شرقي والشمال شرقي، ويشار إلى مساحة كبيرة كمنطقة كابيتول هيل التاريخية، ويستخدم عادة اسم كابيتول هيل للإشارة إلى كلا المنطقة التاريخية وللحي المحيط بها. ويحددها من الشرق نهر أنا كوسيتا، وممر شارع اتش شمالاً، ومن الجنوب الطريق السريع الجنوب شرقي والجنوب غربي وساحة واشنطن نيفي، ومن الغرب ناشونال مول والمنطقة التجارية الرئيسية للمدينة.

## تاريخ المنطقة

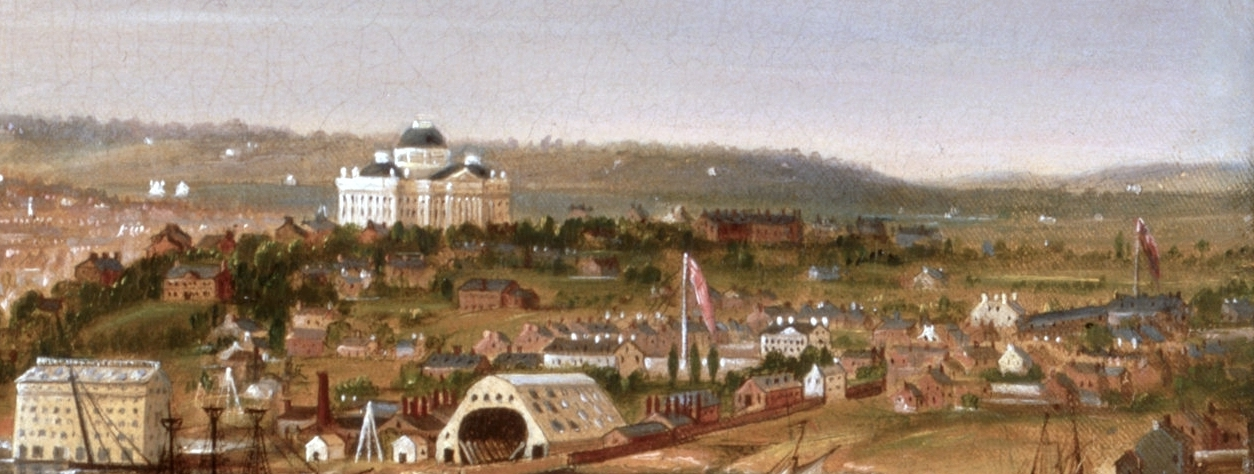
كابيتول هيل - جورج كوك، 1833

أطلق بيير لانفانت على التل المختار كموقع لبناء مبنى الكونغرس في المستقبل اسم تل جنكيز أو مرتفعات جنكيز، لكن قطعة الأرض هذه تعود في الحقيقة إلى عائلة كارول منذ سنوات عديدة، وكانت مكتوبة باسم «نيو تروي» في سجلات الملكية. وشاع أن رجلاً يدعى جنكيز كان يرعى بعض المواشي في موقع مبنى الكابتول، ولهذا ارتبط اسمه بالموقع، لكن الفنان جون ترمبل الذي رسم فيما بعد العديد من اللوحات الجدارية داخل القاعة المستديرة في مبنى الكابتول ذكر في 1791 أن الموقع كان مغطى بالخشب السميك، مما لا يرجحه ليكون مكان لرعي الماشية، وأفاد لانفانت أن هوية جنكيز وكيف ارتبط اسمه بالتل لايزال أمر يلفه الغموض.
بدأ الحي الذي يدعى الآن كابيتول هيل بالتطور عندما بدأت الحكومة بالعمل عل مبنى الكابيتول وساحة واشنطن نيفي، وأصبح مجتمع سكني بارز بين 1799 و 1810 حيث أصبحت الحكومة الفيدرالية المنظم الرئيسي، وبنيت نزل جاهزة لأعضاء الكونغرس في بداية المرحلة الأولى، حيث لم يرغب الكثير من الأعضاء في الإقامة بمنازل دائمة لهم داخل المدينة في سنوات الجمهورية الأولى، بل فضل أغلبهم أن يعيشوا في هذه النزل الجاهزة على مسافة قريبة من الكابيتول.
أُنشئت ساحة واشنطن نيفي على ضفاف نهر أناكوستيا في عام 1799، مما وفر الكثير من فرص العمل للحرفيين الذين ينووا وأصلحوا السفن. الكثير من الحرفيين الموظفين للعمل في ساحة واشنطن نيفي ومبنى الكابيتول اختاروا العيش في مسافة قريبة، على شرق المبنى وشمال الساحة، فأصبحوا أول من سكن في الحي. وفي عام 1807 حدد الرئيس ثوماس جيفرسون موقع ثكنات مشاة البحرية الذي كان يجب أن يكون على مسافة سير من منبى الكابيتول والبيت الأبيض، وأن لا يبعد عن ساحة واشنطن نيفي. وازدهرت المنطقة خلال 1810 بالمحلات التجارية والصاغة والحدادين والكنائس.
نتج عن الحرب الأهلية المزيد من عمليات البناء في منطقة كابيتول هيل بما في ذلك المستشفيات، وتواصل بناء المنازل الجديدة في السبعينات والثمانينات من القرن التاسع عشر، وبدأ الحي بالانقسام على أساس طبقي وعنصري.
أدخلت الكهرباء والمياه الجارية والسباكة أول مرة في التسعينات من القرن التاسع عشر، وكانت متاحة أولاً في منطقة وسط المدينة من مقاطعة كولومبيا، بما في ذلك حي كابيتول هيل. وحدثت طفرة في العقارات بين 1890 و1910 حيث كانت كابيتول هيل من أوائل الأحياء التي تحصل على هذه الخدمات الحديثة.
وأدرجت منطقة كابيتول هيل في السجل الوطني للأماكن التاريخية عام 1976، فهي واحدة من أكبر المناطق التاريخية في الولايات المتحدة، وتضم المنطقة مباني من الفترة الاتحادية (1800 – 1820) حتى 1919، لكن أغلب هذه المباني على الطراز الفيكتوري الحديث.
ظلت منطقة كابيتول هيل بشكل مستقر إلى حد ما من الطبقة المتوسطة منذ نشأتها. لقد عانت فترة من التدهور الاقتصادي وارتفاع معدل الجريمة في منتصف القرن العشرين، لكنها استعادت وضعها. وتأثرت المنطقة أيضاً في الثمانينات من القرن التاسع عشر بما سمي «بوباء الكوكايين»، وتشهد في الآونة الأخيرة قدوم الكثير من الأغنياء إليها على حساب الفقراء أو الطبقة المتوسطة.

## وصفها
تضم كابيتول هيل العديد من المعالم إلى جانب مبنى كابيتول الولايات المتحدة مثل مجلس الشيوخ ومباني النواب ومبنى المحكمة العليا ومكتبة الكونغرس وثكنات مشاة البحرية وساحة نيفي واشنطن ومقبرة الكونغرس.
إضافة إلى ذلك يعتبر كابيتول هيل حي سكني كبير، ويتكون غالباً من بيوت متلاصقة ذات طراز مختلف وتعكس لمسات حقبات تاريخية مختلفة. ويوجد كذلك قصور ملاك العزب التي تعود إلى بداية القرن التاسع عشر، والمنازل الاتحادية والمنازل الخشبية الهيكل والمنازل الإيطالية الحجرية المزخرفة، وأيضاً منازل الطوب التي تعود إلى القرن التاسع عشر وزخرفاتها الغريبة التي تجمع بين الطراز الرومانسيكي وطراز الملكة آن وطراز ويستلاكيان.
وتشير التقديرات الأخيرة في صحف كابيتول هيل أن ثلث أعضاء الكونغرس يعيشون في كابيتول هيل أثناء تواجدهم في واشنطن.

## معرض صور

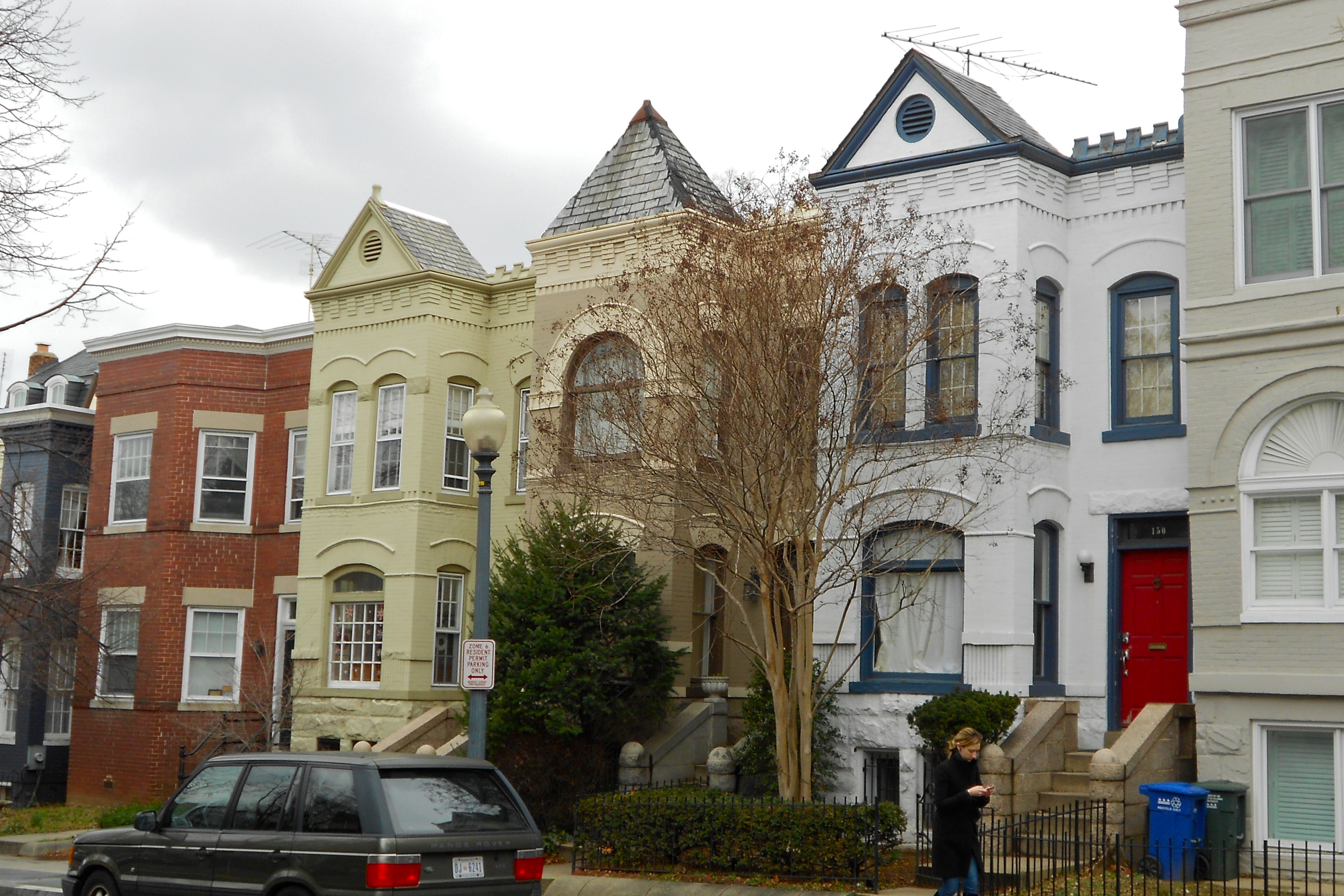
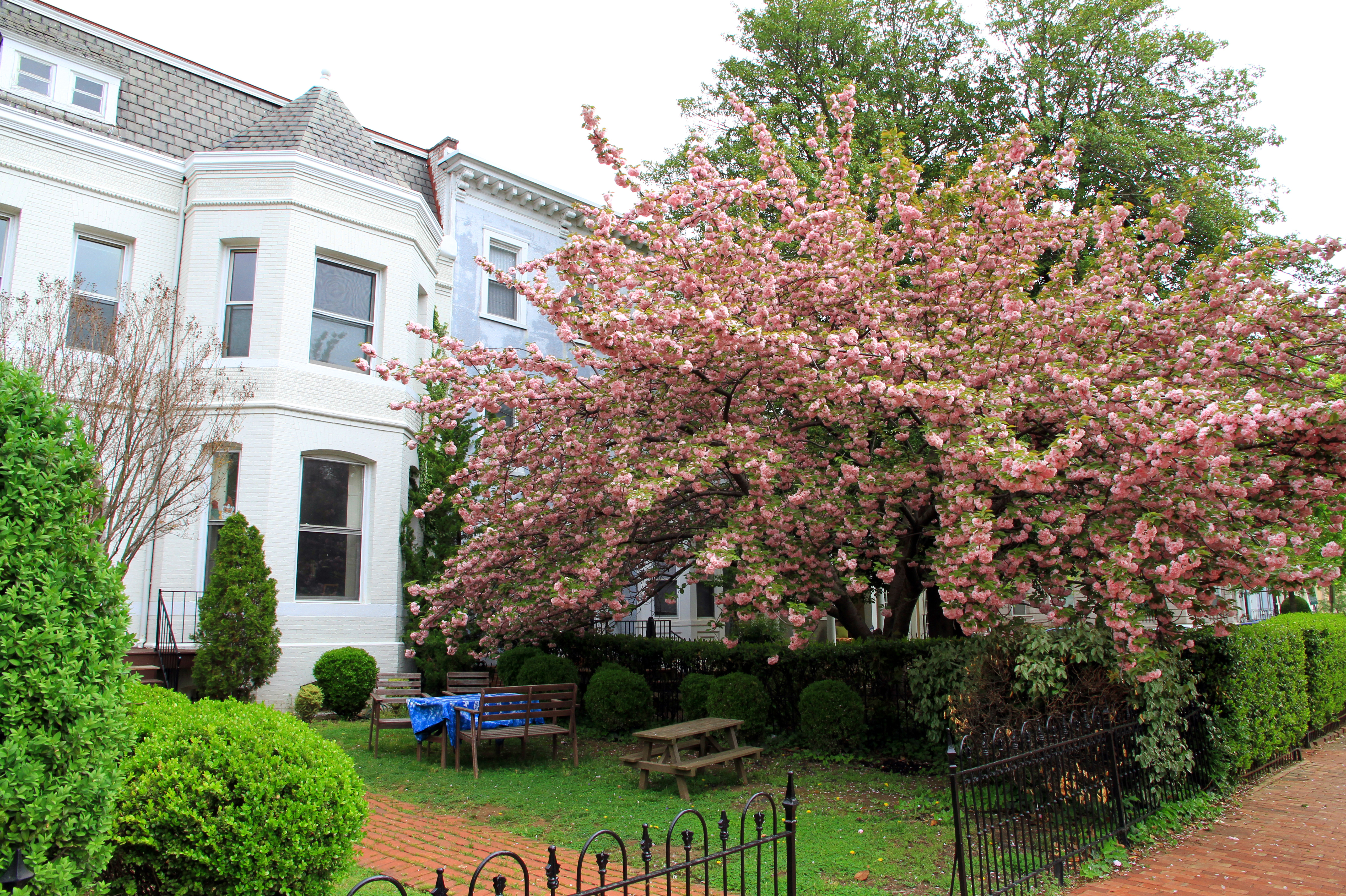
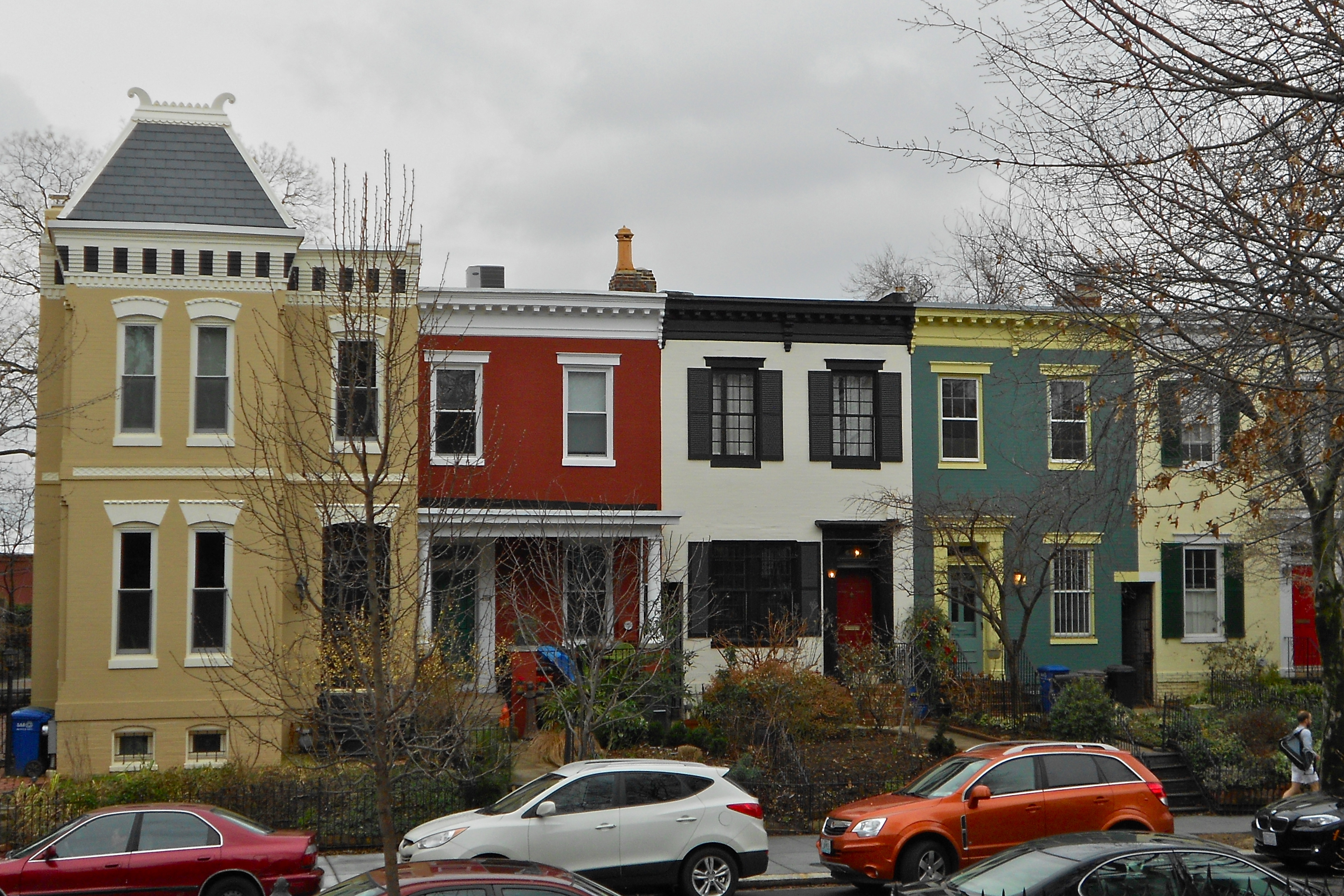
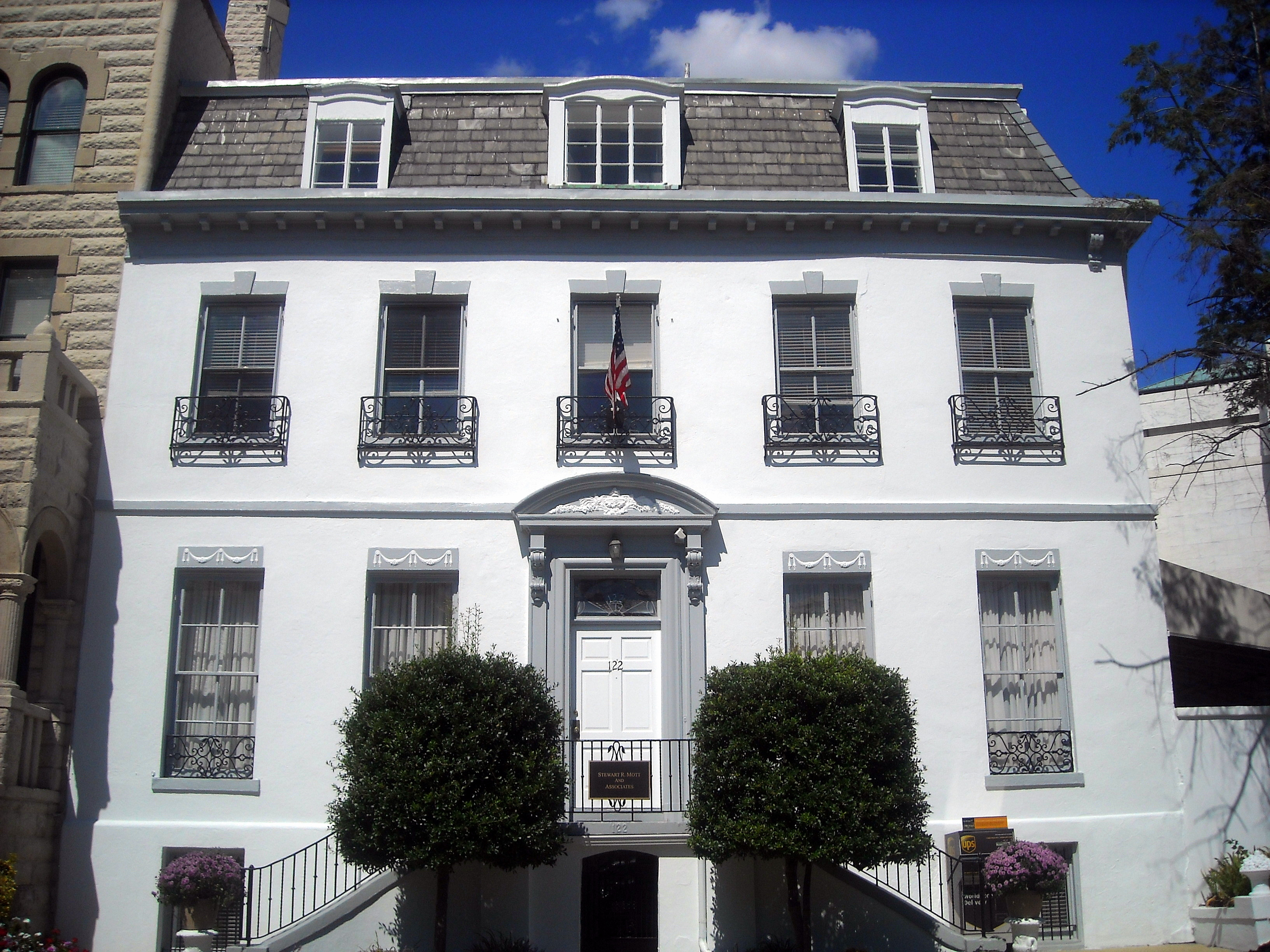
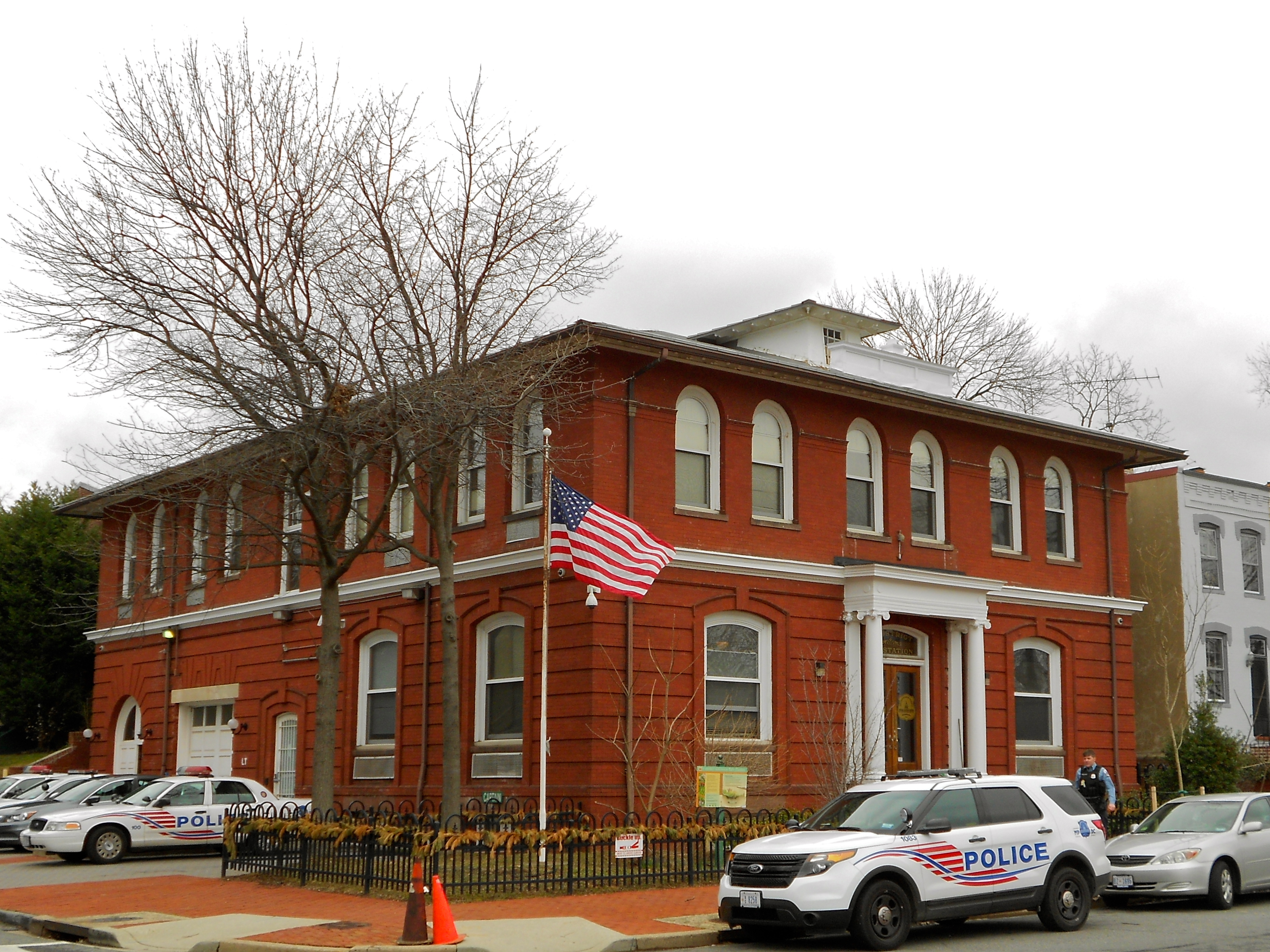

## وصلات خارجية
- منطقة كابيتول هيل التاريخية نسخة محفوظة 29 نوفمبر 2014 على موقع واي باك مشين.
- كابيتول هيل كالعاصمة السياحة الثقافية لدي سي
- Capitol Hill Restoration Society